# Harry A. Pollard
Pour les articles homonymes, voir Pollard.
Harry A. Pollard (né le 23 janvier 1879 dans le comté de Republic, au Kansas et mort le 6 juillet 1934  à Pasadena, en Californie) est un réalisateur et un acteur américain de la période du cinéma muet.

## Biographie
Impliqué dans plus de 300 productions cinématographiques, la carrière de Harry A. Pollard se déroule pour l'essentiel à l'époque du cinéma muet. Il réalise tout de même l'une des toutes premières adaptations d'une comédie musicale de Broadway à l'écran avec Show Boat (1929).

## Filmographie partielle

### Comme réalisateur
- 1912 : Nothing Shall Be Hidden
- 1912 : Love, War and a Bonnet
- 1912 : Big Hearted Sim
- 1912 : On the Border Line

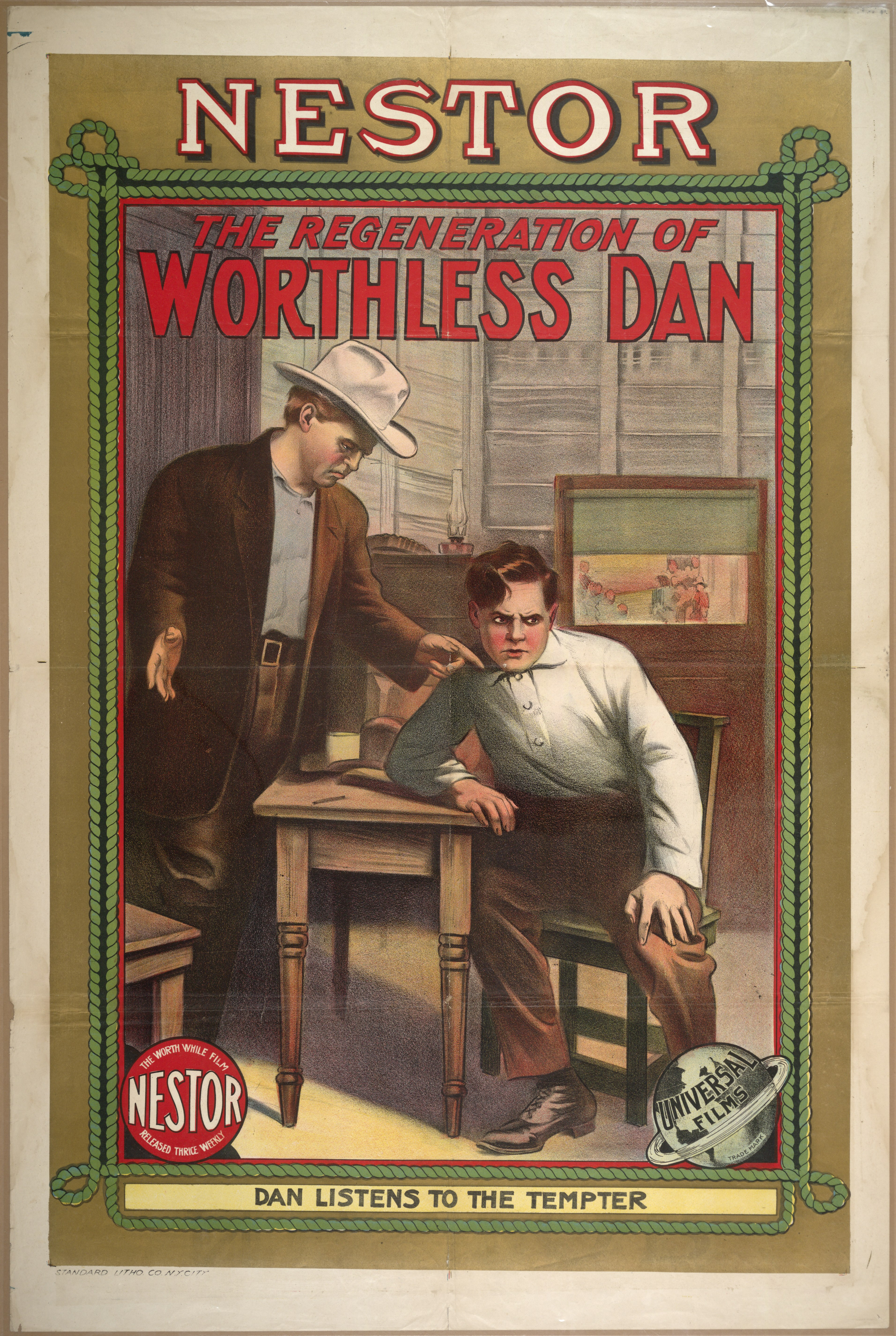
Affiche de The Regeneration of Worthless Dan (1912).

- 1912 : The Regeneration of Worthless Dan
- 1912 : Romance and Reality
- 1912 : The Rights of a Savage
- 1912 : The Mountain Girl's Self-Sacrifice
- 1913 : Why Rags Left Home
- 1913 : Bobby's Magic Nickel
- 1913 : The Village Blacksmith
- 1913 : Flesh of His Flesh
- 1913 : Freckles' Fight for His Bride
- 1914 : Withering Roses
- 1914 : Fooling Uncle
- 1914 : Bess, the Outcast
- 1914 : The Wife
- 1914 : The Sacrifice
- 1914 : The Professor's Awakening
- 1914 : Italian Love
- 1914 : Closed at Ten
- 1914 : Une jeune fille audacieuse (it) (The Girl Who Dared)
- 1914 : The Peacock Feather Fan
- 1914 : Sweet Land of Liberty
- 1914 : Retribution (it)
- 1914 : Mlle. La Mode
- 1914 : A Flurry in Hats
- 1914 : Eugenics Versus Love
- 1914 : Her Heritage
- 1914 : The Courting of Prudence
- 1914 : Jane, the Justice
- 1914 : Drifting Hearts
- 1914 : Nancy's Husband
- 1914 : The Dream Ship
- 1914 : The Tale of a Tailor
- 1914 : Via the Fire Escape
- 1914 : The Other Train
- 1914 : A Joke on Jane
- 1914 : Her 'Really' Mother
- 1914 : A Midsummer's Love Tangle
- 1914 : A Suspended Ceremony
- 1914 : Suzanna's New Suit
- 1914 : The Silence of John Gordon
- 1914 : Susie's New Shoes
- 1914 : A Modern Othello
- 1914 : The Motherless Kids
- 1914 : Break, Break, Break
- 1914 : The Only Way
- 1914 : Caught in a Tight Pinch
- 1914 : The Legend of Black Rock
- 1914 : Nieda
- 1914 : Motherhood
- 1914 : When Queenie Came Back
- 1915 : The Quest
- 1915 : The Problem
- 1915 : The Girl from His Town
- 1915 : Infatuation
- 1915 : The Miracle of Life
- 1916 : The Dragon
- 1916 : La Perle des Caraïbes (The Pearl of Paradise)
- 1916 : Miss Jackie, matelot (Miss Jackie of the Navy)
- 1917 : L'Infernale Obsession (The Devil's Assistant)
- 1917 : Jackie, la petite fille qui ne voulait pas grandir (The Girl Who Couldn't Grow Up)
- 1918 : The Danger Game
- 1918 : Quelle femme ! (Which Woman?) coréalisé avec Tod Browning
- 1919 : The New Breakfast Food
- 1919 : The Potum of Swat
- 1919 : The Midnight Alarm
- 1919 : Chasing Rainbeaux
- 1920 : Le Rayon invisible (The Invisible Ray)
- 1922 : Kid Roberts, Gentleman du ring (Let's Go)
- 1922 : Round Two
- 1922 : Payment Through the Nose
- 1922 : A Fool and His Money
- 1922 : The Taming of the Shrewd
- 1922 : Whipsawed
- 1922 : Le Nouveau Shérif (Trimmed)
- 1922 : The Loaded Door
- 1922 : Confidence
- 1922 : Les Nouvelles Aventures de Kid Roberts (Young King Cole)
- 1922 : He Raised Kane
- 1923 : The Chickasha Bone Crusher
- 1923 : When Kane Met Abel
- 1923 : Strike Father, Strike Son
- 1923 : Joan of Newark
- 1923 : Trifling with Honor
- 1923 : The Wandering Two
- 1923 : The Widower's Mite
- 1923 : Don Coyote
- 1923 : Something for Nothing
- 1923 : Columbia, the Gem, and the Ocean
- 1923 : Barnaby's Grudge
- 1924 : La Course infernale (Sporting Youth)
- 1924 : The Empty Stall
- 1924 : Folle jeunesse (The Reckless Age)
- 1924 : K, The Unknown
- 1925 : Oh ! Docteur ! (Oh, Doctor! )
- 1925 : Trop de femmes (I'll Show You the Town)
- 1925 : Faut qu'ça gaze (California Straight Ahead)
- 1926 : The Cohens and Kellys
- 1926 : La Femme de mon mari (Poker Faces)
- 1927 : La Case de l'oncle Tom (Uncle Tom's Cabin)
- 1929 : Show Boat
- 1929 : Tonight at Twelve
- 1930 : Undertow
- 1930 : Great Day
- 1931 : The Prodigal
- 1931 : Copains de bord (en) (Shipmates) (non crédité)
- 1932 : Amitié (When a Fellow Needs a Friend)
- 1932 : Une vie trépidante (en) (Fast Life) (non crédité)

### Comme acteur
- 1912 : Betty's Bandit de Henry Otto
- 1913 : Uncle Tom's Cabin de Otis Turner